# Sumo Power GT
Sumo Power GT war ein englisches Motorsportteam, das im Bereich Gran Turismo aktiv war und von 2010 bis 2011 an der FIA-GT1-Weltmeisterschaft teilnahm. Das Team gehörte zur JR Motorsports (JRM).

## Historie
Das Rennteam Sumo Power GT wurde 2010 von JR Motorsports in Kooperation mit Nismo, der Motorsportabteilung des japanischen Automobilherstellers Nissan, gegründet. Den Namen erhielt das Team von dem seit 2002 aktiven britischen Tuning-Vertrieb Sumo Power, der zuvor schon im Rallye- und Driftsport aktiv war und 2009 mit JRM fusionierte.

### 2010

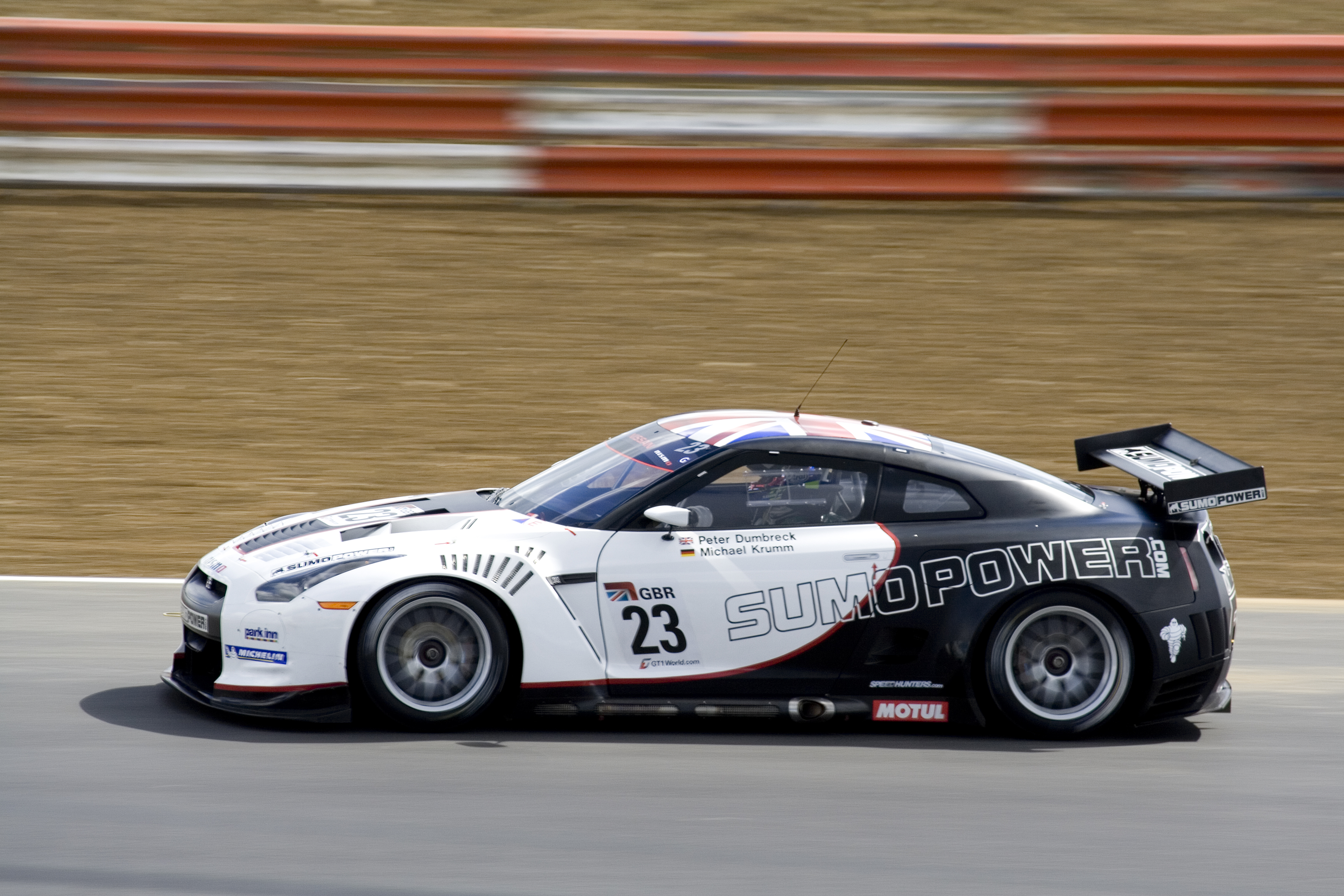
Ein Nissan GT-R von Sumo Power GT in Silverstone 2010

Im Jahr 2010 setzte Sumo Power GT ebenso wie das Swiss Racing Team zwei Nissan GT-R in der neu ausgeschriebenen FIA-GT1-Weltmeisterschaft ein. Eine Fahrerpaarung bestand aus dem ehemaligen FIA-GT-MeisterJamie Campbell-Walter, der sich ein Fahrzeug mit dem erfahrenen britischen GT-Piloten Warren Hughes teilte. Der deutsche Nismo-Werksfahrer Michael Krumm und der ehemalige DTM-Fahrer Peter Dumbreck bildeten zusammen die andere.
Der größte Erfolg des Teams war der Sieg von Campbell-Walter und Hughes nach der Disqualifikation des Aston Martin DBR9 von Tomáš Enge und Darren Turner bei der prestigeträchtigen RAC Tourist Trophy in Silverstone. Krumm und Dumbreck gewannen das Qualifikationsrennen in Portugal, doch auch mehrere weitere Podestplatzierungen beider Fahrerpaarungen reichten nur für den
sechsten Platz der Mannschaftswertung. Nissan wurde ebenfalls Sechster, und damit Letzter, der Herstellerwertung.

### 2011

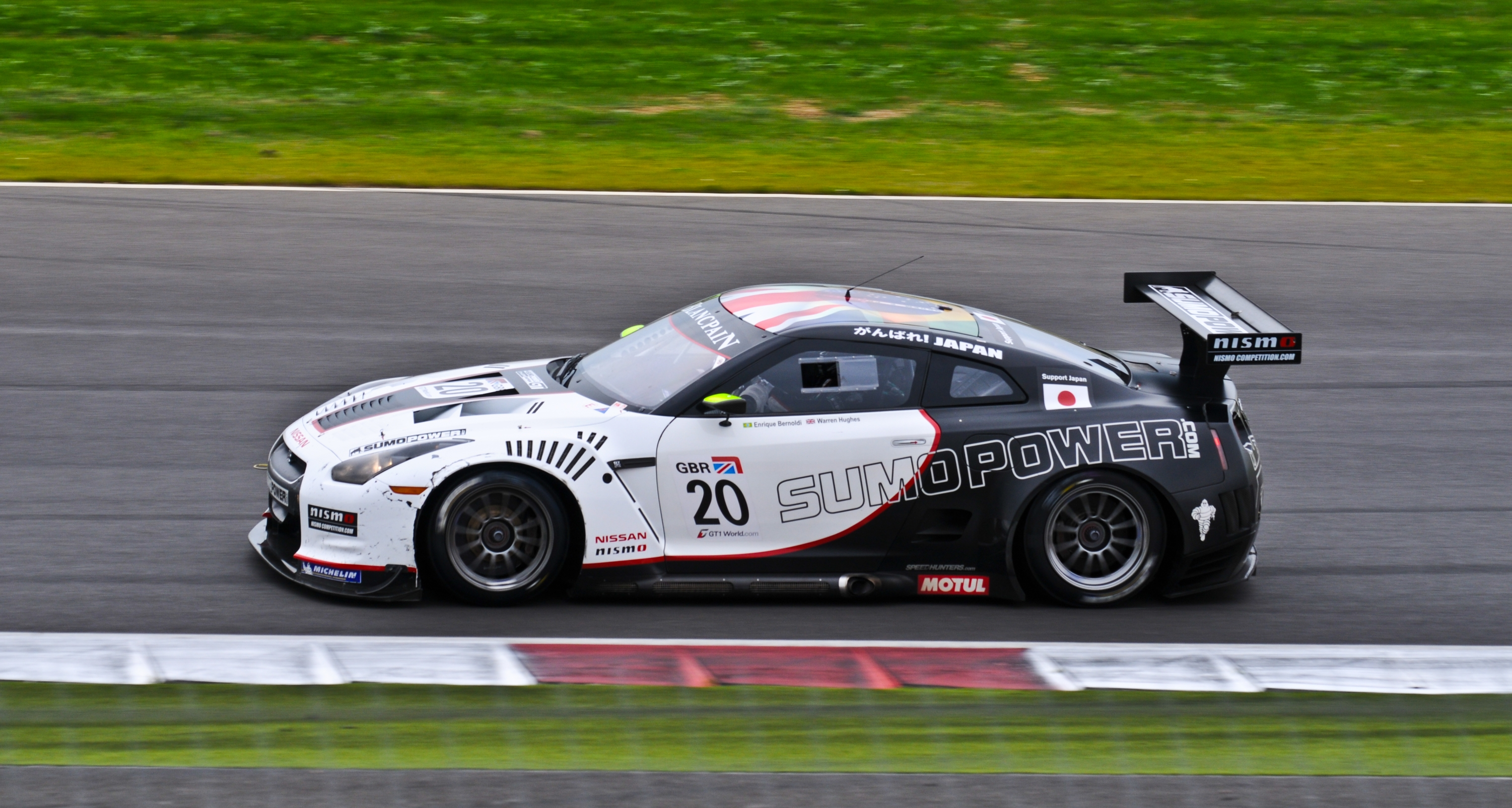
Ein Nissan GT-R von Sumo Power GT in Silverstone 2011

Nachdem das Swiss Racing Team von Nissan auf Lamborghini wechselte, setzte JRM vier Nissan GT-R in der FIA-GT1-Weltmeisterschaft ein: zwei unter eigenem Namen, zwei als Sumo Power GT. Sumo Power GT begann die Saison mit dem brasilianischen Duo der beiden ehemaligen Formel-1-Fahrer Enrique Bernoldi und Ricardo Zonta sowie Jamie Campbell-Walter und dem Le-Mans-Sieger David Brabham. Michael Krumm und Peter Dumbreck wechselten offiziell zum Team JR Motorsports.
Nachdem Ricardo Zonta das Team nach dem ersten Drittel der Saison verlassen hatte, übernahm Warren Hughes für zwei Veranstaltungen, bevor Nicky Catsburg für den Rest des Jahres gemeinsam mit Enrique Bernoldi fuhr. Lediglich Campbell-Walter und Brabham gelangen Podestplatzierungen, so dass Sumo Power nur den fünften Rang der Mannschaftswertung belegte, während JR Motorsports den Teamweltmeistertitel nur knapp verfehlte und mit Krumm und Lucas Luhr den Fahrertitel erreichte.
Nach dem Wechsel der FIA-GT1-Weltmeisterschaft auf das Reglement der Gruppe GT3 im Jahr 2012, traten weder JRM noch Sumo Power GT erneut an.

## Ergebnisse

### FIA-GT1-Weltmeisterschaft
| 2010 | Sumo Power GT | Nissan | 22 | 13 | 12  | 5  | 1   | 21 | 17 | 3 | 8 | 19  | 11  | 16  | 8  | 9  | Ret | 5  | 3   | 14 | Ret | 13 | 16  | 130 | 6 |
| 2010 | Sumo Power GT | Nissan | 23 | 11 | 16  | 8  | Ret | 3  | 3  | 9 | 2 | 8   | Ret | Ret | 15 | 1  | 4   | 16 | Ret | 2  | 6   | 6  | Ret | 130 | 6 |
| 2011 | Sumo Power GT | Nissan | 20 | 4  | Ret | 12 | Ret | 8  | 7  | 4 | 4 | 4   | 7   | Ret | 12 | 10 | 7   | 5  | Ret | 10 | 6   | 4  | 4   | 154 | 5 |
| 2011 | Sumo Power GT | Nissan | 21 | 8  | 9   | 11 | Ret | 3  | 3  | 8 | 5 | Ret | Ret | 4   | 3  | 9  | 4   | 3  | 7   | 11 | 8   | 7  | Ret | 154 | 5 |

| Legende  | Legende            | Legende                                                          |
| Farbe    | Abkürzung          | Bedeutung                                                        |
| -------- | ------------------ | ---------------------------------------------------------------- |
| Gold     | –                  | Sieg                                                             |
| Silber   | –                  | 2. Platz                                                         |
| Bronze   | –                  | 3. Platz                                                         |
| Grün     | –                  | Platzierung in den Punkten                                       |
| Blau     | –                  | Klassifiziert außerhalb der Punkteränge                          |
| Violett  | DNF                | Rennen nicht beendet (did not finish)                            |
| Violett  | NC                 | nicht klassifiziert (not classified)                             |
| Rot      | DNQ                | nicht qualifiziert (did not qualify)                             |
| Rot      | DNPQ               | in Vorqualifikation gescheitert (did not pre-qualify)            |
| Schwarz  | DSQ                | disqualifiziert (disqualified)                                   |
| Weiß     | DNS                | nicht am Start (did not start)                                   |
| Weiß     | WD                 | zurückgezogen (withdrawn)                                        |
| Hellblau | PO                 | nur am Training teilgenommen (practiced only)                    |
| Hellblau | TD                 | Freitags-Testfahrer (test driver)                                |
| ohne     | DNP                | nicht am Training teilgenommen (did not practice)                |
| ohne     | INJ                | verletzt oder krank (injured)                                    |
| ohne     | EX                 | ausgeschlossen (excluded)                                        |
| ohne     | DNA                | nicht erschienen (did not arrive)                                |
| ohne     | C                  | Rennen abgesagt (cancelled)                                      |
| ohne     | keine WM-Teilnahme |                                                                  |
| sonstige | P/fett             | Pole-Position                                                    |
| sonstige | 1/2/3/4/5/6/7/8    | Punktplatzierung im Sprint-/Qualifikationsrennen                 |
| sonstige | SR/kursiv          | Schnellste Rennrunde                                             |
| sonstige | *                  | nicht im Ziel, aufgrund der zurückgelegten Distanz aber gewertet |
| sonstige | ()                 | Streichresultate                                                 |
| sonstige | unterstrichen      | Führender in der Gesamtwertung                                   |

## Bildergalerie

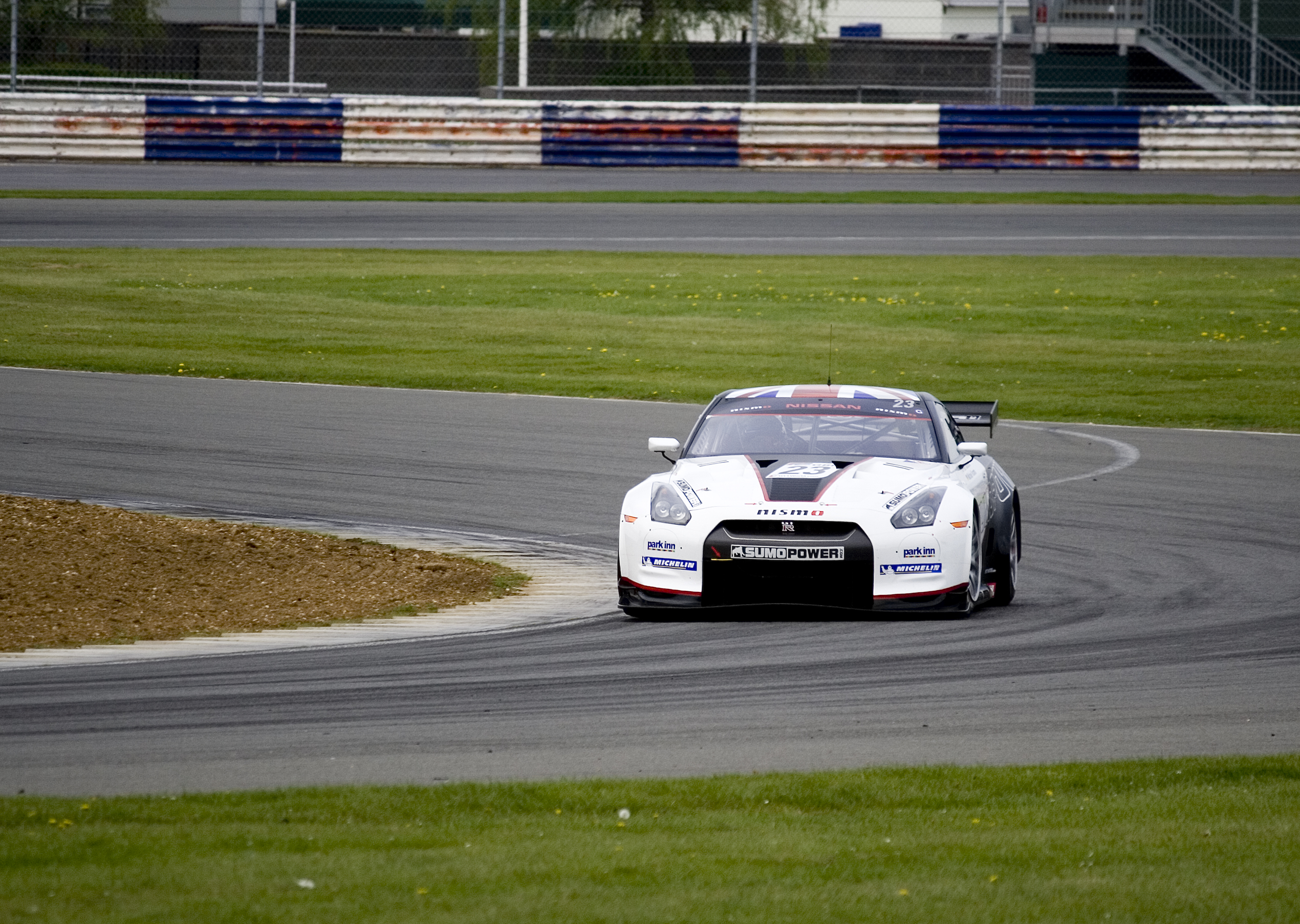
Ein Nissan GT-R von Sumo Power GT in Silverstone 2010
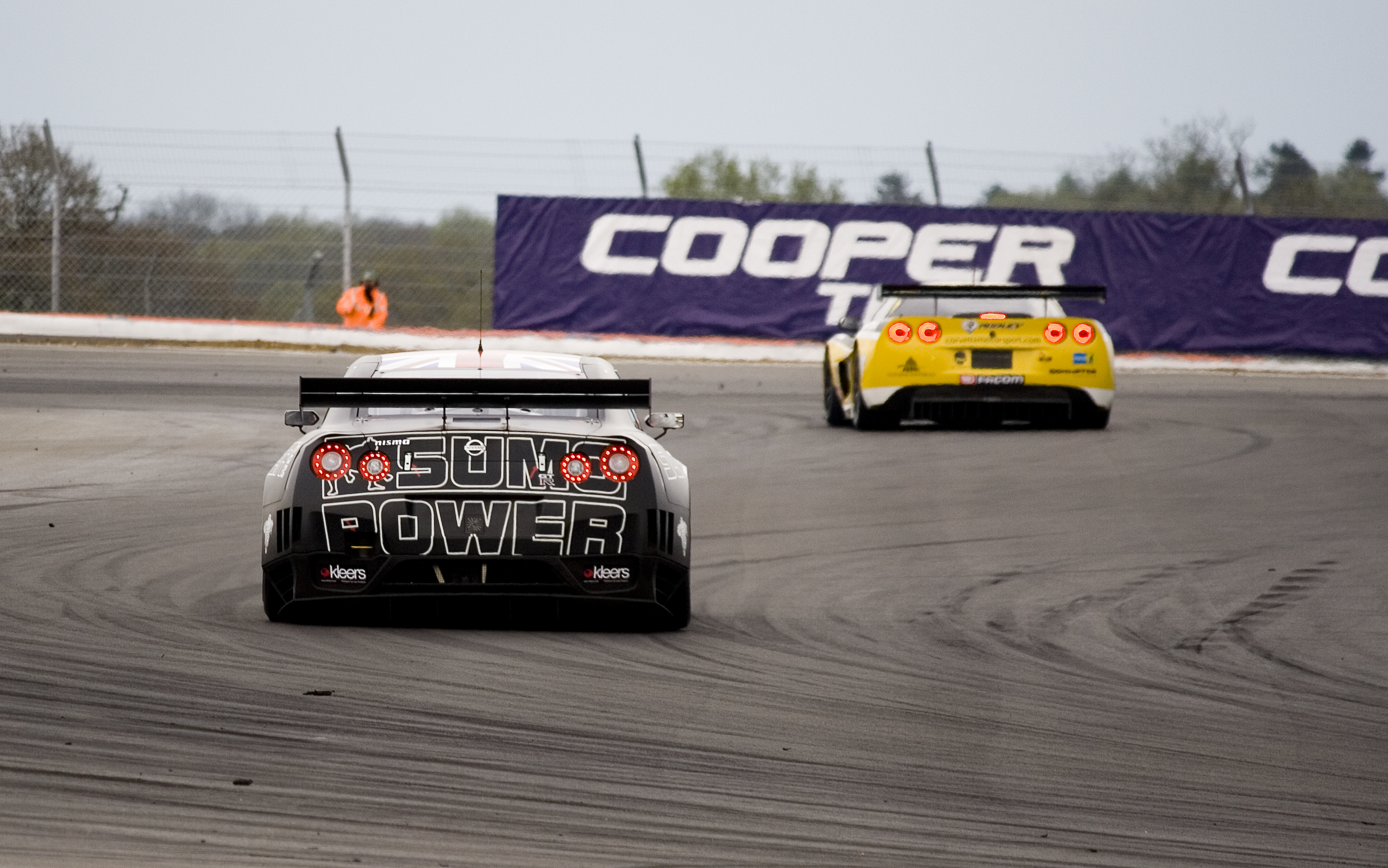
Ein Nissan GT-R von Sumo Powert GT verfolgt eine Corvette C6.R von Phoenix/Carsport 2010
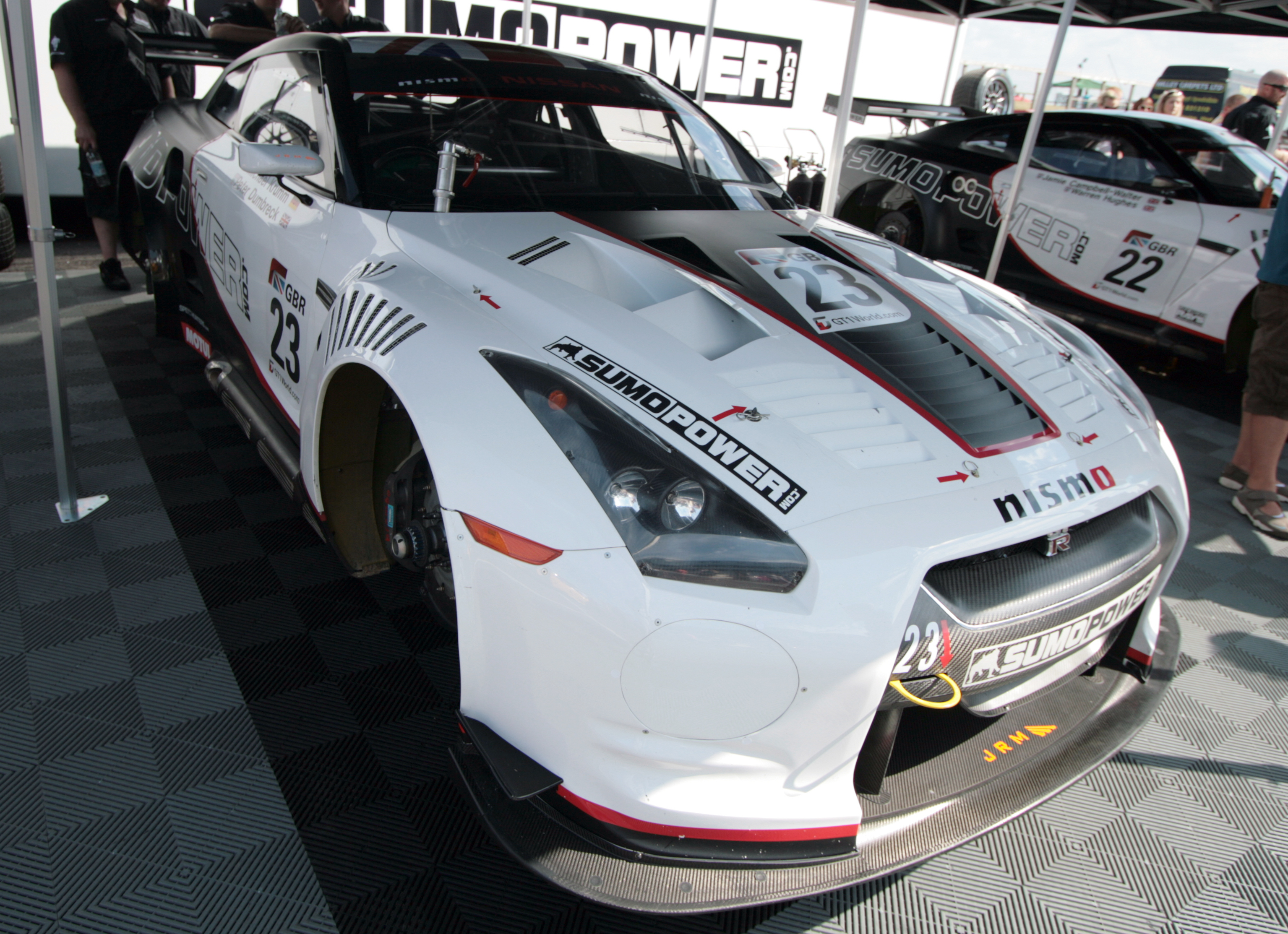
Frontansicht eines Nissan GT-R von Sumo Power GT
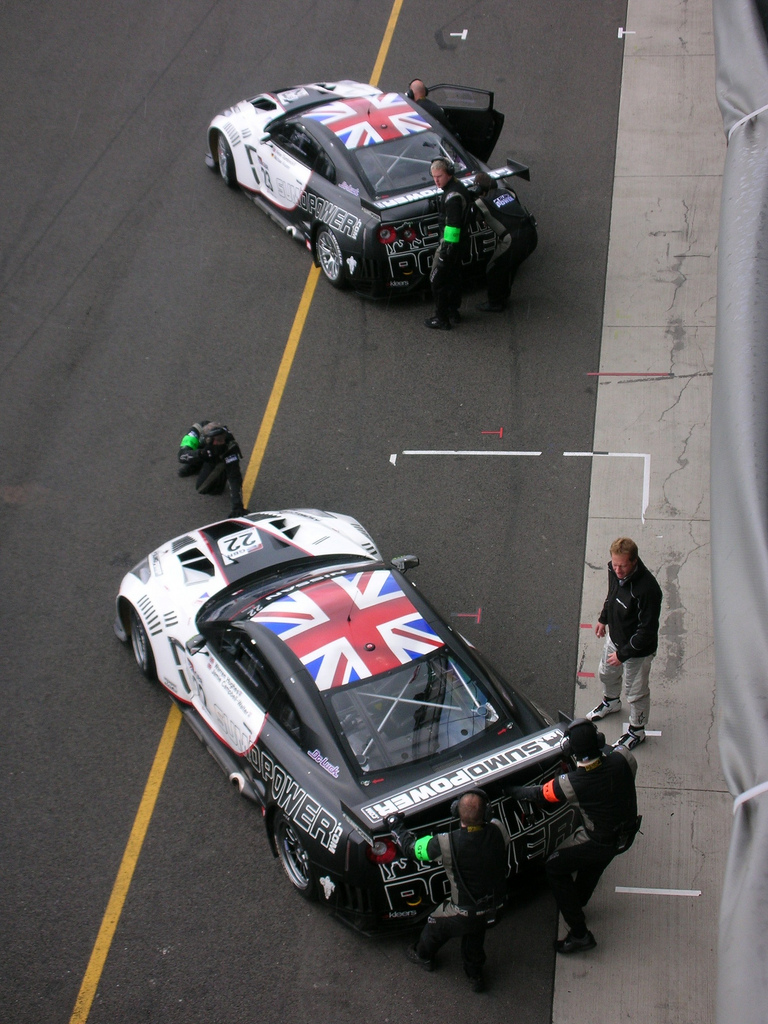
Beide Nissan GT-R von Sumo Power GT in Brünn 2010
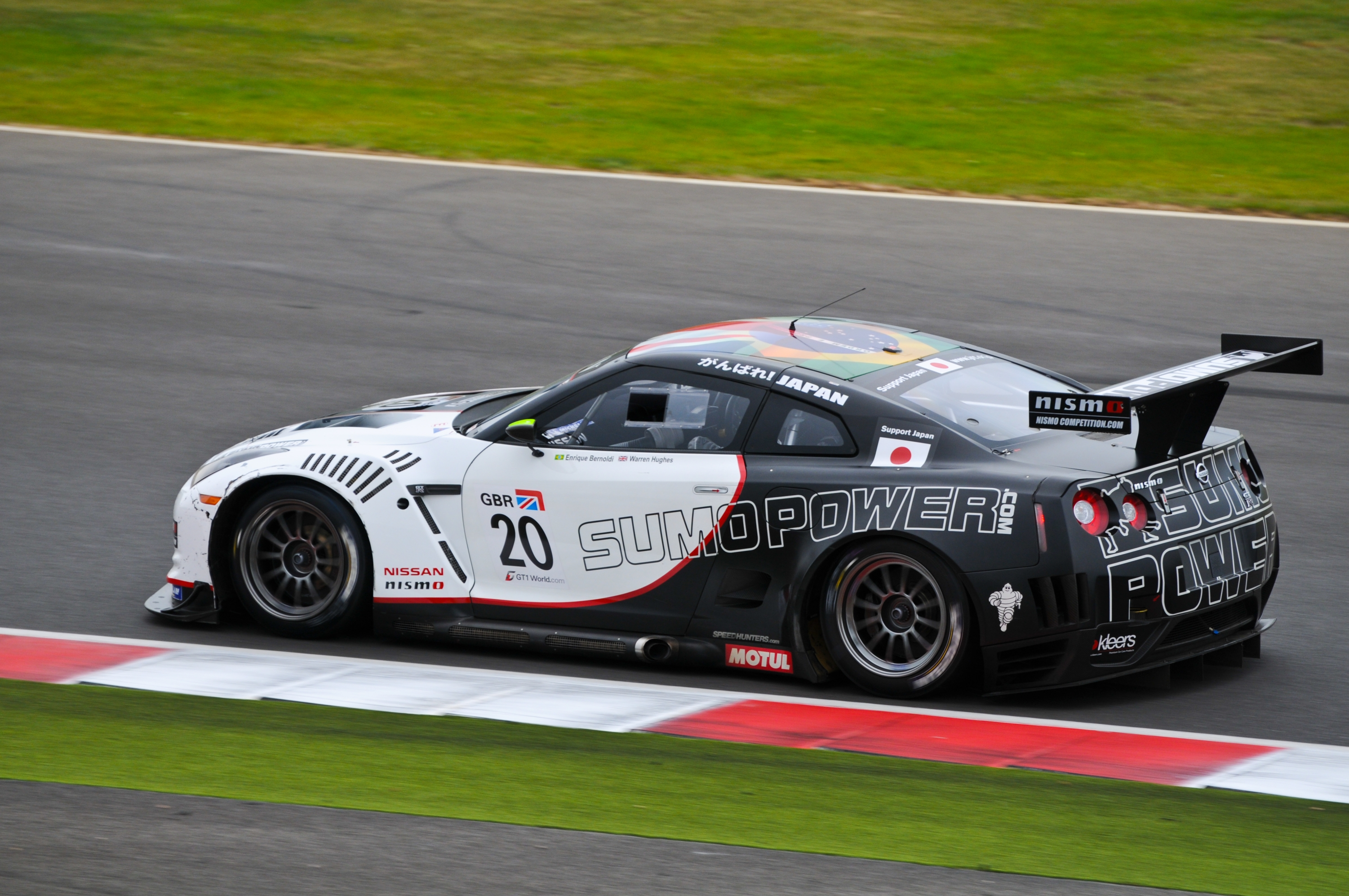
Ein Nissan GT-R von Sumo Power GT in Silverstone 2011